# Dieta humana do Pleistoceno
A dieta dos ancestrais humanos conhecidos varia dramaticamente ao longo do tempo. A rigor, de acordo com antropólogos evolucionistas e arqueólogos, não existe uma única dieta paleolítica de hominídeos. O Paleolítico abrange cerca de 2,8 milhões de anos, concomitante com o Pleistoceno, e inclui vários ancestrais humanos com as suas próprias adaptações evolutivas e tecnológicas, vivendo numa ampla variedade de ambientes. Este fato, juntamente com a dificuldade de encontrar provas conclusivas, muitas vezes torna muito difíceis generalizações amplas das dietas humanas anteriores. Nossos ancestrais primatas pré-hominídeos eram amplamente herbívoros, contando com folhagens ou frutas e nozes, e a mudança na amplitude da dieta durante o Paleolítico é frequentemente considerada um ponto crítico na evolução dos hominídeos. Uma generalização entre as dietas paleolíticas dos vários ancestrais humanos que muitos antropólogos fazem é que todos eles são, em um grau ou outro, onívoros e estão de maneira complexa ligados ao uso de ferramentas e às novas tecnologias. No entanto, de acordo com a Academia de Ciências da Califórnia, "Antes de cerca de 3,5 milhões de anos atrás, os primeiros humanos comiam quase exclusivamente folhas e frutos de árvores, arbustos e ervas - semelhantes aos gorilas e chimpanzés modernos." 

### Contexto
Devido à variedade de ambientes habitados, à fisiologia dos humanos e aos ancestrais humanos vivos durante o Paleolítico ao longo de 2,8 milhões de anos, não podemos atribuir um único conjunto de dieta a qualquer espécie, grupo regional ou cultural. Cérebros maiores exigiam uma maior ingestão calórica. Em climas mais frios, a carne pode ser necessária devido à menor disponibilidade de alimentos vegetais, e, em climas tropicais mais quentes, uma gama mais ampla de plantas estaria disponível.

### Evolução dos Hominídeos
Estimativas recentes dos últimos ancestrais comuns de humanos e chimpanzés datam de cerca de 12 milhões de anos atrás. Após esta divisão, os primeiros hominídeos bípedes apareceram há cerca de 4 milhões de anos no gênero Australopithecus. O primeiro aparecimento do gênero Homo ocorreu há cerca de 2,8 milhões de anos com o Homo habilis, seguido pelo Homo erectus há cerca de 1,8 milhão de anos, o Homo neanderthalensis há 400.000 anos e, finalmente, o primeiro aparecimento do Homo sapiens há 200.000 anos. Em cada nova espécie de hominídeo, particularmente no gênero Homo, há uma tendência geral de aumento do tamanho do cérebro e diminuição da dentição. Esses padrões estão conectados, de forma complexa, a uma dieta em evolução.

### Linhas de evidência para descobrir a dieta dos ancestrais humanos
Existem inúmeras dificuldades em detectar e compreender a antiga dieta dos ancestrais humanos. O Paleolítico começa há cerca de 2,6 milhões de anos e termina apenas cerca de 12.000 anos atrás, com o início do Holoceno e do Neolítico. A enorme escala de tempo, os ambientes variáveis habitados pelos ancestrais humanos e os problemas de preservação garantem que muitas vezes é muito difícil obter evidências diretas sobre nossos ancestrais.
Os antropólogos evolucionistas que estudam a evolução das origens humanas e da dieta usam uma variedade de métodos para determinar o que os ancestrais humanos comiam. Como ponto de partida, uma análise comparativa das dietas dos parentes vivos mais próximos dos humanos, grandes símios como chimpanzés, bonobos e outros grandes símios, embora essas comparações sejam limitadas. Através da reconstrução ambiental das áreas onde os humanos antigos viveram, podem ser feitas inferências sobre os recursos disponíveis. Um método comum de análise é através do estudo da dentição e do desgaste dentário, pois diferentes alimentos deixarão diferentes marcadores que podem ser estudados. Nas últimas décadas, o estudo da dentição, incluindo o seu tamanho, formato e estrutura, tem sido complementado com técnicas mais sofisticadas. Entre elas, estão a análise da biogeoquímica, microdesgaste dental e placas dentais calcificadas. Neste tipo de análise, focada na topografia dental, são procurados os chamados foodprints, em alusão à impressão digital (do inglês, fingerprints). São feitas análises de fitólitos e biomarcadores genéticos incorporados nas placas dentais calcificadas, impactos abrasivos dos alimentos e composição isotópica do esmalte dental.
Outro método possível de análise é através das diferenças na prevalência e na posição das cáries dentárias. Frequências de cárie mais baixas ou mais altas estão geralmente associadas a dietas ou comportamentos. Por exemplo, a alta prevalência de cárie (ou seja, >5% dos dentes) está associada a dietas agrícolas, e aos caçadores-coletores, grupos dependentes de alimentos cariogênicos. Baixa prevalência de cárie (ou seja, <1% dos dentes) está frequentemente associada a uma dieta rica em alimentos marinhos ou carne terrestre. Parece que uma ocorrência entre baixa e moderada de cárie era comum nessas populações de hominídeos, normalmente afetando 1–5% dos dentes – sugerindo grupos de caçadores-coletores. A maioria dos fósseis atribuídos ao gênero Homo também exibe cárie e pode estar relacionada ao consumo de alimentos cariogênicos como tubérculos, nozes, plantas ou frutas. A dieta desses caçadores-coletores teria sido diversificada, mas tubérculos ricos em amido foram sugeridos como um possível contribuinte para a ocorrência de cárie. Da mesma forma, o mel é consumido em muitos grupos recentes de caçadores-coletores, portanto pode estar presente na dieta dos primeiros Homo e Paranthropus.
Há também evidências arqueológicas diretas, diferentes tipos de ferramentas que seriam usadas para processar e consumir diferentes tipos de alimentos e muitas vezes estariam associadas a restos de fauna e evidências de incêndio. Coprólitos humanos também podem refletir evidências diretas de dieta.
Coprólitos (fezes preservadas por dessecação ou mineralização) são excelentes fontes de obtenção de dados sobre alimentação e saúde. Com a identificação de vestígios de alimentos encontrados em coprólitos, tais como grânulos de amido, grãos de pólen, fitólitos, tecidos vegetais, fragmentos ósseos, pelos, garras, dentes e escamas de animais, pode-se identificar quais espécies estavam sendo consumidas; no caso de espécies de plantas, que espécies eram coletadas ou cultivadas, em que período do ano foram consumidas, onde e em que abundância existiam e até como eram preparadas para consumo, se cozidas, torradas, cruas, fermentadas, ou preparadas de outras formas.

## Dieta dos Hominídeos antes do Paleolítico
De modo geral, inferir adaptações alimentares em hominídeos fósseis não é uma tarefa simples e, portanto, as reconstruções da dieta têm se baseado em diversas técnicas (por exemplo, microdesgaste, isótopos estáveis, morfologia funcional, etc.) que forneceram resultados diferentes ou mesmo contraditórios. Embora o formato, estrutura e tamanho da mandíbula e os dentes ofereçam importantes dicas das propriedades de fraturamento do alimento e das tensões mastigatórias que uma espécie está adaptada, eles indicam o que os animais eram capazes de comer e sugerem as pressões seletivas que os ancestrais desses animais enfrentaram, e não indicam o que indivíduos específicos comiam. Para obter evidência da dieta dos espécimes fósseis encontrados, são utilizadas preferencialmente as técnicas de microdesgaste e isótopos estáveis.
Os microdesgastes encontrados nos fósseis  refletem o que o indivíduo consumiu  nas semanas anteriores a sua morte. Aqueles indivíduos que esmagam alimentos duros e quebradiços (por exemplo, nozes e ossos) normalmente têm microdesgaste oclusal dominado por poços, enquanto aqueles que cortam itens (por exemplo, folhas, carne) com mais frequência apresentam estrias longas e paralelas em suas superfícies de desgaste. Isso significa que, indivíduos que possuem uma dieta com maior variedade de alimento apresentam uma ampla gama de texturas de microdesgastes.
Os isótopos estáveis presentes nos alimentos são incorporados nos dentes e ossos em crescimento dos consumidores. Consequentemente, esses tecidos adquirem composição isotópica relacionada à fonte de alimento, revelando a dieta do indivíduo. Isótopos de carbono são importantes para os estudos da dieta paleolítica de hominídeos pois informa, por exemplo, a proporção no consumo de plantas que utilizam C3 (como árvores e arbustos) e plantas que utilizam C4 (como gramíneas tropicais).
Acredita-se que os predecessores diretos do gênero Homo, os Australopithecus, tenham sido amplamente frugívoros ou herbívoros. A morfologia dentária e da mandíbula do Australopithecus afarensis costuma ser considerada uma indicação de uma dieta de alimentos mais duros e quebradiços; no entanto, a análise do desgaste dentário de alguns espécimes reflete uma dieta de gramíneas e folhas duras. Isto é corroborado por evidências isotópicas de carbono estáveis que indicam o consumo de plantas encontradas ao longo das margens dos rios e sob a cobertura de árvores. Um estudo recente que analisou vários táxons de hominídeos mostrou que eles provavelmente não eram especialistas em alimentos duros, provavelmente contando com uma dieta mais mole. Fitólitos recuperados da dentição de um esqueleto juvenil de Australopithecus sediba inclui plantas monocotiledôneas e eudicotiledôneas, reforçando a teoria acima posta. Os tipos de fitólito encontrados também indicam que o indivíduo em estudo tinha uma dieta variada, incluindo tecidos lenhosos e cascas de árvores.
Análises biogeoquímicas da dentição de Australopithecus africanus indicam que a proporção entre os elementos químicos Sr/Ba é consideravelmente distinta das espécies contemporâneas da África do Sul. Essa relação indica que o consumo de raízes, rizomas e bulbos por esta espécie fosse intenso.

## Homo naledi, Homo habilis,Homo floresiensisandHomo erectus

### Homo naledi
Quase metade dos dentes de H. naledi apresentam uma ou mais lascas na superfície do esmalte, causadas pelo contato dos dentes com alimentos duros ou areia ambiental durante a vida. Essas fraturas de esmalte antemortem são predominantemente pequenas e estão localizadas nas superfícies entre os molares, sugerindo que um pequeno item dietético duro era comumente consumido ou, mais provavelmente, grãos ambientais foram incorporados à sua dieta ao consumir alimentos como tubérculos. Dois outros estudos apoiam a sugestão de que H. naledi consumiu grandes quantidades de pequenos objetos duros, provavelmente na forma de poeira ou cascalho. O formato da coroa apoia essa descoberta, com molares com coroa mais alta e mais resistentes ao desgaste, evoluindo potencialmente para proteção contra partículas abrasivas. Microdesgaste nos molares de H. naledi também sugere que eles consumiam regularmente itens duros e abrasivos. No geral, é provável que H. naledi diferisse substancialmente de outros hominídeos fósseis africanos em termos de dieta, comportamento ou processamento mastigatório.

### Homo habilis
Há 3 milhões de anos, o amplo padrão de dentição humana já existia, com caninos reduzidos e uma morfologia da mandíbula que implicava uma mastigação mais pesada. Ferramentas de pedra e restos de animais abatidos datados de 2,6 milhões de anos atrás foram encontrados juntos na Etiópia. Esta descoberta fornece a evidência mais clara do consumo de carne pelos primeiros ancestrais humanos e a associação das primeiras ferramentas de pedra com o abate de animais para obtenção de carne e medula. Esta co-ocorrência de ferramentas de pedra está claramente ligada ao abate de animais e às primeiras aparições identificáveis do Homo habilis. O desgaste dentário do Homo habilis indica uma relativa falta de alimentos duros, como nozes, tubérculos ou outros materiais vegetais duros e quebradiços consumidos. Isso não quer dizer que nenhum alimento mais duro tenha sido consumido pelo H. habilis, apenas que provavelmente não fazia parte regular da dieta. Por outro lado, os dentes do Homo erectus geralmente refletem um grau de desgaste muito maior, indicando a ingestão de alimentos vegetais mais duros. Embora provavelmente capaz de consumir uma variedade de recursos vegetais e animais, parece que o H. habilis não foi capaz de explorar a ampla gama de recursos e nichos ecológicos que seus descendentes seriam capazes de explorar. 

### Homo erectus
Em contraste com o Homo habilis, o H. erectus deixou o seu ambiente ancestral de África e espalhou-se por grande parte do velho mundo. O Homo erectus parece ter evitado outros grandes predadores. Várias interpretações da dieta do Homo erectus foram feitas, geralmente contrastando entre forrageiras baseadas principalmente em plantas e necrófagas ou caçadores oportunistas. No entanto, à medida que o H. erectus se dispersou pela Eurásia, alguns comportamentos em algumas áreas parecem ter mudado. A trajetória das dietas entre o Homo habilis e o Homo erectus pode ser descrita como uma diversificação da dieta à medida que o Homo erectus se espalhava na África e além, na Ásia. A carne desempenhou um papel crítico na evolução do H. habilis, mas à medida que o Homo erectus evoluiu, a dieta foi ampliada para incluir alimentos mais duros que o H. habilis não consumia regularmente. Contudo, uma dieta ampla por si só não é a única contribuição do Homo erectus para a evolução da linhagem humana. A evidência genética de músculos mandibulares reduzidos implica a adoção da culinária pelos humanos antes da ramificação do H. sapiens e do H. neanderthalensis, colocando o primeiro uso do fogo para cozinhar firmemente durante a época do Homo erectus. O fogo apresenta vantagens claras para a dieta de uma espécie, na medida em que cozinhar permite consumir uma maior variedade de alimentos e melhora o conteúdo calórico das proteínas animais e vegetais. Outra hipótese é que o H. erectus usava ferramentas para fatiar a comida antes mesmo de começar a cozinhá-la, facilitando a mastigação.

### Homo floresiensis
Acredita-se que o Homo floresiensis tenha divergido do ramo ancestral da humanidade antes da evolução do Homo erectus. Atualmente, acredita-se que o ancestral direto do Homo floresiensis seja o Homo habilis, mas isso está sujeito a alterações com novas informações. O desgaste dentário do Homo floresiensis implica uma dieta dura e fibrosa que requer uma mastigação poderosa. Há algumas evidências de consumo de carne associado ao Homo floresiensis, mas as evidências atuais indicam que predomina uma dieta baseada em vegetais. As espécies de plantas específicas disponíveis para H. floresiensis são atualmente desconhecidas. Isso complica a relação do H. floresiensis com o H. habilis, devido à associação deste último com uma dieta carnívora intensiva. Sendo esse o caso, passou-se tempo mais do que suficiente para que a dieta do H. floresiensis se especializasse em seu ambiente específico.
Homo floresiensis é um hominídeo de corpo pequeno da Ilha de Flores, na Indonésia, que exibe características dentognáticas plesiomórficas, incluindo grandes pré-molares e uma mandíbula robusta, aspectos dos quais foram considerados semelhantes aos do australopiteco. No entanto, em relação às espécies de australopitecos, H. floresiensis exibe tamanho molar reduzido e um crânio com dimensões faciais médias diminutas semelhantes às do Homo posterior, sugerindo uma redução na frequência de comportamentos de mordida forçada.
A biomecânica alimentar inferida de H. floresiensis se assemelha muito aos humanos modernos, sugerindo que esse padrão pode ter estado presente no último ancestral comum do Homo sapiens e H. floresiensi. Embora datada de apenas 100-60 mil anos, a morfologia craniodental do enigmático “hobbit” preserva uma série de características plesiomórficas que oferecem pistas sobre seu nicho alimentar. De forma geral, houve uma gracilização facial média em H. floresiensis como a do Homo posterior, e uma redução correspondente nas cargas mastigatórias, ou seja, preferência por alimentos que requerem processamento intra-oral menos extenso. A biomecânica alimentar de H. floresiensis se assemelha muito aos padrões observados em humanos modernos. É razoável inferir que os padrões semelhantes aos humanos de redução médio-facial e biomecânica de alimentação observados aqui estavam presentes no último ancestral comum de H. sapiens e H. floresiensis.

## Homo heidelbergensis e Homo neanderthalensis

### Homo heidelbergensis
O Homo heidelbergensis, o provável antecessor do Homo neanderthalensis, tem poucas pistas diretas sobre sua dieta. Dois incisivos adultos, provavelmente de H. heidelbergensis, foram encontrados na Inglaterra em um ambiente que, no momento da morte, seria um pântano alimentado por nascentes. Os próprios dentes estão muito desgastados, implicando um grande desgaste na dieta do indivíduo. Lanças de madeira datadas entre 380.000 e 400.000 anos AP foram encontradas na Alemanha, indicando que H. heidelbergensis era um grande caçador com tecnologia sofisticada.

### Homo neanderthalensis
Os neandertais eram quase certamente caçadores eficazes. Vários locais associados ao H. neanderthalensis também contêm restos de animais abatidos. Evidências mais diretas de isótopos estáveis de corpos de Neandertais também indicam uma dependência pesada, embora de forma alguma exclusiva, de proteína animal. O grau em que os Neandertais dependem de carne em sua dieta é amplamente debatido com evidências contraditórias encontradas frequentemente em locais muito semelhantes. Dentes desgastados de Neandertais encontrados em vários locais implicam o uso de plantas e outros alimentos abrasivos, enquanto outros pesquisadores descobriram que o desgaste dentário de Neandertal em geral indica uma dieta variada de plantas e carne. Há evidências claras do consumo e processamento de ancestrais do trigo e da cevada pelos Neandertais a partir da análise do amido do cálculo dentário, enquanto na Bélgica, uma espécie relacionada ao sorgo foi consumida juntamente com outras plantas desconhecidas. No sítio de Xanidar, no Iraque, além dos ancestrais do trigo e da cevada, sabe-se que o Homo neanderthalensis consumiu tâmaras, legumes e uma variedade de outras espécies de plantas desconhecidas. Além disso, existem evidências dos mesmos dentes dos Neandertais que apoiam o aumento do uso do fogo na sua dieta, além da grande variedade de plantas e animais na sua dieta. As análises de desgaste dental sugerem que, em comparação com humanos modernos, os Neandertais possuíam dieta relativamente estável ao longo de sua existência, o que reflete a rápida evolução cultural do humano moderno. Além disso, pode haver diferenças nos consumos de acordo com o sexo ou o uso do dente em diferentes grupos familiares de Neandertais. Evidências de coprólitos de Neandertal de um sítio do Paleolítico Médio na Espanha apoiam uma dieta de proteína animal e plantas naquele local, embora haja uma falta de indicadores para o consumo de tubérculos ricos em amido. Os neandertais da caverna El Sidron, na Espanha, parecem ter uma dieta mais limitada de carne quando comparados com outros grupos de Neandertal. Em fevereiro de 2019, os cientistas relataram evidências, com base em estudos de isótopos, de que pelo menos alguns neandertais podem ter comido carne. No entanto, em vez de uma dieta dominada pelo consumo de carne, a evidência genética e microbiológica do cálculo dentário implica a dependência de cogumelos, pinhões e uma espécie de musgo. As implicações deste conjunto de evidências são importantes devido à evidência de que o “amplo espectro” de uso de plantas não é exclusivo do Homo sapiens. O Homo neanderthalensis tinha, para todos os efeitos, uma dieta complexa semelhante a muitos grupos de caçadores-coletores do Homo sapiens. O fator crítico nesta dieta é que ela varia significativamente com base no ambiente local.

### Homo sapiens
A evidência da dieta inicial do Homo sapiens deriva de múltiplas linhas de evidência, e há uma relativa abundância de informações devido tanto a uma maior pegada populacional relativa como a evidências mais recentes. Uma contribuição importante para a dieta humana inicial provavelmente foi a introdução do fogo no kit de ferramentas dos hominídeos. Alguns estudos indicam uma correlação com a introdução do fogo e a redução do tamanho dos dentes e intestinos, chegando ao ponto de indicar a sua redução como indicadores evolutivos claros da introdução generalizada do fogo.
Uma diferença fundamental entre as dietas do Homo sapiens e dos nossos parentes extintos mais próximos, H. neanderthalensis, é a capacidade de digerir eficazmente amidos cozidos, com algumas evidências encontradas ligando o amido cozido e um aumento adicional no tamanho do cérebro do H. sapiens. Raízes e tubérculos foram introduzidos na dieta humana mais ampla e provavelmente podem ser considerados associados ao fogo, pois provavelmente seria necessário cozinhar para que muitos tubérculos fossem digeridos. O uso de espécies de raízes e tubérculos em algumas culturas caçadores coletores constitui um componente crítico da dieta. Isto não se aplica apenas ao valor nutricional da espécie, mas também à relativa estabilidade anual da espécie. Este efeito tampão seria importante para muitos grupos que dependiam de tubérculos. A capacidade de processar amido está geneticamente ligada aos humanos modernos, sendo que os genes necessários ao seu consumo não são encontrados no H. neanderthalensis. O momento desta mutação nos humanos modernos é importante, pois significa que a capacidade de digerir alimentos ricos em amido só se desenvolveu nos últimos 200 mil anos. Além da exploração de tubérculos, outra inovação alimentar (até agora) do Homo sapiens é a introdução de recursos costeiros e outros recursos marinhos. Alguns investigadores argumentam que a introdução de mariscos e outras espécies marinhas desempenha um papel significativo na evolução do Homo sapiens moderno.
No Paleolítico Superior, presume-se que ferramentas mais complexas e uma maior proporção de carne na dieta humana se correlacionam com uma expansão da população na Europa. Embora a dieta dos humanos modernos não seja consistente durante o Paleolítico Superior, do Pleistoceno Médio ao Pleistoceno Superior há uma mudança geral em muitas áreas em direção a uma dieta menos abrasiva. Isto é acompanhado por mudanças tecnológicas que ajudariam no processamento de espécies vegetais abrasivas. Comparações etnográficas com grupos contemporâneos de caçadores coletores implicam amplamente uma alta dependência de proteína animal suplementada com uma ampla variedade de alimentos vegetais disponíveis. Embora a dependência da proteína animal seja frequentemente vista como típica, ela não é de forma alguma universal.
Na época do Paleolítico Superior e do moderno Homo sapiens, não só era consumida uma grande variedade de plantas, mas também uma grande variedade de animais, caracóis e peixes. Para explorar as muitas espécies diferentes consumidas, foi criada uma variedade maior de ferramentas do que nunca, à disposição dos seres humanos. A mudança para uma dieta de maior qualidade e a tecnologia para processar uma ampla variedade de alimentos reflete-se nos humanos modernos tanto pelo tamanho relativamente maior do cérebro como pela redução do tamanho do intestino. A tendência de maior tamanho do cérebro, o consumo de proteína animal, o uso do fogo e a diversificação de alimentos explorados são fundamentais para compreender as mudanças nas dietas dos ancestrais humanos.

## O sucesso doHomo sapiens
O sucesso evolutivo do H. sapiens está diretamente relacionado à dieta do grupo, que consistia em uma ampla variedade de recursos. Isso foi vantajoso ao passo que mulheres e crianças provavelmente consumiam maior diversidade de nutrientes essenciais, como vitaminas A, C e E, o que por sua vez contribuiu para o crescimento populacional e a adaptação da espécie em diversos ambientes. A menor quantidade desses recursos na alimentação de Neandertais em comparação aos H. sapiens, por exemplo, provavelmente fez com que houvesse uma “alta incidência de abortos espontâneos e natimortos, resultando em alta mortalidade fetal-infantil” neste grupo (Hockett e Haws, 2005: 30).
A dieta também tem grande influência no desenvolvimento cognitivo da espécie. Muitas moléculas de origem dietética, com propriedades energéticas e funcionais, influenciam o sistema nervoso modulando diferentes processos, como perfis dos neurotransmissores, transmissão sináptica, fluidez da membrana e transdução de sinal.

## Neandertais e Humanos modernos do Pleistoceno Superior (UPMHs)
Atualmente, Homo Sapiens é o único hominínio vivo na terra, mas nem sempre foi assim, por um certo período de tempo existiu outra espécie vivendo juntamente com eles, o H. Neanderthalensis. Ainda é bastante discutido os diversos e possíveis aspecto que levaram à extinção desses últimos e a permanência dos humanos modernos do Pleistoceno superior (UPMHs), uma dessas hipóteses era a diferança de nichos ecológico entre as duas espécies mesmo que coexistindo em um mesmo ecossistema, ou seja, que os Neandertais seriam ecologicamente menos flexíveis que os UPMHs. Uma das ideias englobada nessa hipótese é a maior utilização de recursos aquáticos por esses humanos modernos em comparação com os Neandertais, sugerido através de proporções isotópicas de nitrogênio mais altas de colágeno ósseo na primeira espécie se comparada à segunda (RICHARDS E TRINKAUS, 2009), que supostamente teria uma dieta cuja parte proteica consistia puramente de carne de mamíferos herbívoros terrestres. Entretanto, tais conclusões foram tiradas a partir de restos de UPMHs de locais onde os Neandertais tardios não foram descobertos e, portanto, faltam comparações diretas dos dois grupos humanos nas mesmas condições ecológicas.
Com a descoberta da caverna Troisième do sítio Goyet (Bélgica), foi possível que restos de indivíduos das duas espécies fossem analisados. O foco na predação de herbívoros terrestres por UPMHs, bem como por humanos do Paleolítico Médio tardio está bem documentado e é bem confirmado tanto para os UPMHs quanto para os neandertais tardíos, ambos de Goyet. Curiosamente, com base em isótopos estáveis, o mamute parece contribuir com a maior parte da proteína dietética dos seres humanos num intervalo de tempo entre 50.000 e 30.000 anos atrás e em amplas áreas que vão do sudoeste da França. Além disso, foi evidenciado que as assinaturas isotópicas dos Goyet UPMHs e dos Neandertais são semelhantes , ambas indicando uma dieta puramente terrestre e uma preferência semelhante por herbívoros terrestres específicos. Dessa forma a ideia de que de que UPMHs possuíam aspectos alimentares mais amplos não foi corroborada através desses estudos de isótopos estáveis (WIßING et al, 2019).
Uma outra análise realizada com espécimes de Neandertais encontradas próximos à caverna de Spy, também na Bélgica, revelou uma quantidade substancial de proteína vegetal na dieta dessa população. Tais informações levam a crer que Neandertais alteraram as suas dietas em resposta às mudanças nas condições paleoecológicas, enquanto as dietas dos UPMHs estavam mais associadas a mudanças nas suas complexos tecnológicos (EL ZAATARI S et al, 2016), possivelmente tendo-lhes conferido vantagens sobre os Neandertais.
Um dos maiores desafios para entender a dieta dos Neandertais é que a preservação de matéria orgânica limita a aplicação de isótopos de nitrogênio e colágeno em espécies fósseis. O colágeno se degrada com o tempo a depender das variações climáticas . O hominídeo mais antigo com proteína óssea preservada se encontra na Bélgica e data de mais de 90 000 anos, porém, a maioria das espécimes estudadas datam de 50000 ou menos. Além disso, a maioria se encontra apenas na Europa Central e Sibéria, onde o clima favorece sua preservação. Assim, a variação da dieta neandertal pelo tempo e espaço pode não ser refletida pelos isótopos disponíveis hoje em dia. Na península Ibérica, onde foi encontrado o que se assume ser o neandertal mais recente, o colágeno só pôde ser extraído de um local. Ou seja, o conhecimento sobre a dieta de Neandertais Ibéricos só conta com dados da zooarqueologia e de cálculos e análises feitas a partir de dentição, que mostram algumas inconsistências. Por exemplo, estudos de zooarqueologia mostram que houve alto consumo de mamíferos terrestres e aves, enquanto análises feitas a partir da dentição, em alguns locais, apresentam o alto consumo de plantas e cogumelos. (Jaouen K.; et. al.)

## Canibalismo

### Valor nutricional do corpo humano
O arqueólogo James Cole investigou o valor nutricional do corpo humano e descobriu que ele era semelhante ao de animais de tamanho semelhante. Ele observa que, de acordo com registros etnográficos e arqueológicos, quase todas as partes comestíveis dos seres humanos eram às vezes comidas – não apenas tecido muscular esquelético (“carne” ou “carne” no sentido estrito), mas também “pulmões, fígado, cérebro, coração , tecido nervoso, medula óssea, genitália e pele", bem como rins. Para um homem adulto típico, o valor nutricional combinado de todas essas partes comestíveis é de cerca de 126.000 quilocalorias (kcal). O valor nutricional das mulheres e dos indivíduos mais jovens é menor devido ao seu menor peso corporal – por exemplo, cerca de 86% de um homem adulto para uma mulher adulta e 30% para um menino com cerca de 5 ou 6 anos.
Como a necessidade diária de energia de um homem adulto é de cerca de 2.400 quilocalorias, um corpo masculino morto poderia, portanto, alimentar um grupo de 25 homens por pouco mais de dois dias, desde que eles não comessem nada além de carne humana - mais tempo se fizesse parte de uma dieta mista. O valor nutricional do corpo humano, portanto, não é insubstancial, embora Cole observe que, para os caçadores pré-históricos, a grande megafauna, como mamutes, rinocerontes e bisões, teria sido um evento ainda melhor, desde que estivessem disponíveis e pudessem ser capturados, por causa de seu peso corporal muito maior.

### Evidências arqueológicas e histórias
Os debates sobre a frequência do canibalismo na humanidade antiga têm sido esporádicos, geralmente irrompendo na descoberta de humanos com marcas de cortes e quebras que refletem o fato de terem sido processados como alimento. Muitas teorias de canibalismo entre humanos baseiam-se na falta de presas disponíveis, na aglomeração e no medo de uma possível fome. Existem claras desvantagens biológicas do canibalismo, incluindo doenças, e, além disso, casos de canibalismo ritual que nada têm a ver com a nutrição extraída do registo etnográfico.
A evidência mais antiga de que o Homo come outros hominídeos vem de marcas de cortes em ossos descobertos em Turkana, no Quênia, há 1,45 milhão de anos, e é um caso inicial plausível de canibalismo. No entanto, nesta época e local coexistiam múltiplas espécies de hominídeos, por isso não é certo que este incidente específico tenha sido cometido pela mesma espécie. O canibalismo também foi praticado pelo menos algumas vezes pelo Homo antecessor, possivelmente como uma estratégia contra grupos rivais, embora o H. antecessor seja um parente e não um ancestral dos Neandertais e dos humanos modernos.
As evidências de canibalismo no Pleistoceno foram firmemente ligadas ao Homo sapiens e ao Homo neanderthalensis. Extensas evidências de ossos humanos que foram "descarnados" por outros humanos datam de mais de 600.000 anos, incluindo os primeiros ossos do Homo sapiens da Etiópia. Por exemplo, no Norte da Europa, a cultura Magdaleniana praticava o consumo de parentes falecidos como uma prática ritual funerária, e também parece ter usado taças de caveira. Evidências de restos mortais de Neandertais na Bélgica apresentam ossos quebrados, marcas de cortes e outros indicadores de processamento de alimentos. Notavelmente, restos de renas do mesmo local apresentam os mesmos tipos de marcas de açougueiro. Não se sabe até que ponto estes restos refletem um comportamento ritual, uma dieta regular ou casos isolados de sofrimento alimentar.
O canibalismo continuou após o fim do Paleolítico, como demonstrado pelos caçadores-coletores do Mesolítico Mediterrâneo de 10.200 a 9.000 anos atrás, que ainda teriam um estilo de vida semelhante. Ossos descobertos em Castell de Castells, Espanha, mostram marcas de dentes humanos roendo-os. Dezenove desses ossos também apresentam queimaduras causadas pelo cozimento, aparentemente depois que a carne foi removida, mas antes de os ossos serem quebrados. Além disso, as fezes humanas descobertas dentro da caverna contêm fragmentos de ossos humanos.
Acredita-se que o estilo de vida dos aborígenes australianos pré-contato mudou pouco ao longo dos 40.000 anos anteriores à colonização e, portanto, provavelmente era quase o mesmo do paleolítico. Centenas de relatos escritos descrevendo o canibalismo de adultos são registrados. Além disso, o infanticídio muitas vezes seria estendido ao canibalismo infantil, com bebês e crianças pequenas sendo comidos pela mãe, pela mãe e pelos irmãos, ou por toda a família, geralmente em tempos de fome.

### Homo antecessoreHomo neanderthalis
Acredita-se que estes sejam os hominídeos mais antigos encontrados na Europa Central e Ocidental, antecedendo a H. heidelbergensis.
Estudos indicam que, por conta de raspagens feitas por instrumentos de pedra encontradas nas ossadas, esta espécie consumia carne humana. Sua dieta é considerada "generalista", pois, além de consumirem carne humana, eram exímios caçadores de grandes mamíferos da região e também se alimentavam de frutas coletadas.
Esta sociedade se alimentava de carne humana como forma de socialização, e condução de rituais, afirmam estudiosos. Assume-se que por serem canibais, geraram uma pressão seletiva em seu entorno muito diferente do que é encontrado em outras sociedades pré-históricas. Todos os tipos de socialização deveriam girar em torno do bem estar do corpo, pois ele não pertencia ao indivíduo, e sim a comunidade.

## Adaptações neolíticas[62]
A evolução da dieta humana não parou desde o final do Paleolítico. Grandes adaptações funcionais surgiram nos últimos milhares de anos, à medida que a tecnologia humana alterou o meio ambiente. A adaptação alimentar mais prevalente desde o Neolítico é a persistência da lactase, uma adaptação que permite aos humanos digerir o leite. Esta adaptação apareceu há cerca de 4.000 anos na Europa. Para as populações mais dependentes da agricultura e dos animais domesticados, deve ser salientada a importância de poder acrescentar outro recurso comestível.

## Consequências das mudanças da dieta para a fisiologia humana[63]
Diversas adaptações da dieta se apresentaram com uma mudança nas estruturas corpóreas de hominínios. A dieta principalmente frugívora dos primatas ancestrais e primeiros hominínios requeria boa memória de conhecimentos e localização. A coleção de itens alimentícios dispersos geograficamente tinha a necessidade do desenvolvimento de habilidades locomotoras, que foram compatíveis com a mudança do andar em 4 membros para o bipedalismo. Além disso, as mãos passaram a ser usadas na preparação de alimentos em hominínios, assim como em diversos primatas. Como consequência, houve pouca mudança na estrutura óssea humana em comparação à de registros fósseis de macacos. A mastigação de comida mais dura está relacionada à morfologia de dentes e mandíbulas, com maiores dentes e camada de esmalte nos fósseis do Mioceno, Plioceno e hominídeos do início do Pleistoceno. A digestão de comida e armazenamento de energia também estão relacionados a fatores metabólicos e genéticos.
Logo após a chegada dos ancestrais na Europa, há 15 ou 16 milhões de anos, houve uma rápida queda de temperatura e intensificação na aridificação. Como consequência, é possível ver mudanças rápidas no genoma e o silenciamento do gene da uricase, enzima responsável pela quebra do ácido úrico, sugerindo que a sua mutação provê vantagens na seleção (sobrevivência).  Embora as hipóteses sejam diversas, a mais corroborada correlaciona a ausência dessa enzima com a habilidade de estocar gordura e glicogênio a partir de frutose. No entanto, na população moderna a introdução de frutose pelo açúcar refinado (sacarose), traz como consequência a elevação do ureato sanguíneo, levando a riscos aumentados de desenvolvimento de diabetes do tipo 2, obesidade, gordura no fígado e hipertensão.
O aumento de produtos de origem animal na dieta de hominídeos marcaram uma grande mudança na evolução, e está associado ao primeiro aumento no tamanho do cérebro logo após 3 milhões de anos, como visto no Homo habilis. Este aumento também está ligado em sincronia com o surgimento da tecnologia de ferramentas de pedra. Antes dessa época, os hominídeos tinham cérebros pequenos e dentes adaptados para dietas de frutas relativamente macias. O cérebro é um tecido “caro”, que utiliza cerca de 20% da energia dos humanos modernos em comparação com 8% em macacos vivos. Outro tecido caro é o intestino, pois a comida que os primatas comiam não era como as frutas e vegetais que consumimos hoje mas eram relativamente duros e muitas vezes tinham compostos secundários que inibiam a digestão ou eram até certo ponto venenosos. Como o hábito de comer carne começou a aumentar e ficou mais fácil de digerir do que a matéria vegetal, o intestino começou a diminuir em tamanho e comprimento. Como as necessidades metabólicas do intestino diminuíram, o excedente de energia poderia ser canalizado para o aumento do tamanho do cérebro, com aumento de aproximadamente 30–40% em Homo habilis.
O controle do fogo por Homo erectus foi crítico na evolução humana por muitas razões. Para começar, o fogo fornecia proteção contra predadores, já que a maioria dos animais teme o fogo. Ao controlar o fogo, os hominídeos foram capazes de sair do abrigo das árvores e passar para a savana aberta, se espalhando por toda a África e na Europa e Ásia. Em segundo lugar, eles poderiam usar o fogo para cozinhar alimentos, o que produzia muitas vantagens: fazia comida, e especialmente carnes e frutos do mar, mais seguros para comer. Eliminar carcaças em decomposição teria sido mais seguro, pois os muitos patógenos na carne seriam mortos pelo fogo. Fazia todo tipo de comida mais fácil de comer e digerir, aumentando o valor nutricional da comida; os vegetais ficam mais macios e mais fáceis de mastigar e os produtos de origem animal tornam-se desnaturados e mais fácil de digerir, produzindo energia mais rapidamente. Os chimpanzés e outros animais preferem alimentos cozidos, se estiverem disponíveis e forem mais nutritivos como resultado. Finalmente, cozinhar faz com que a maior parte dos tipos de comida tenha melhor cheiro e sabor e que sejam mais palatáveis. O efeito imediato em humanos na evolução teria sido a disponibilidade repentina de fontes crescentes de energia da mesma quantidade de produtos alimentares e, combinadas com a facilidade de digestão, teria permitido aumento no tamanho do cérebro às custas do intestino.
Há 12-10 mil anos, quando os primeiros assentamentos foram formados com evidências de domesticação de animais, foi também constatada a evidência da introdução de trigo e cevada. Com ela, houve um aumento expressivo na quantidade de amido na dieta. Consequentemente, o aumento da necessidade da enzima amilase, que quebra esta molécula em glicose. Interessantemente, o gene da amilase passou por múltiplas duplicações, resultando em uma produção maior de amilase. Existem evidências de pessoas de comunidades de fazendeiros que mantêm essa maior produção da enzima, enquanto outros que mantêm o gene mais próximo dos caçadores-coletores. 
Assim, as adaptações genéticas continuam a ocorrer em resposta a mudanças na dieta, mas a variabilidade genética relativamente baixa em populações dos dias atuais pode impedir o potencial adaptativo das mudanças nas dietas.

## Tendências gerais
Muitas especificidades da evolução da dieta humana mudam regularmente à medida que novas pesquisas e linhas de evidência se tornam disponíveis. Ao longo do Paleolítico, nos últimos 2,8 milhões de anos, tem havido um padrão de adaptação da biologia humana e dos antepassados humanos a uma fonte alimentar adicional disponível, resultando num maior tamanho do cérebro, com a subsequente ampliação e diversificação da dieta humana. O Homo habilis incorporou maiores quantidades de proteína e gordura animal em sua dieta e, à medida que o Homo erectus evoluiu, aumentou a amplitude de sua dieta por meio do fogo e do uso de ferramentas mais avançadas. O Homo sapiens, por sua vez, desenvolveu a capacidade de consumir amido cozido e vida marinha, o que levou a um aumento adicional no tamanho do cérebro e, em seguida, a uma maior diversificação tecnológica que, em última análise, permitiu que os humanos modernos se adaptassem a uma ampla variedade de nichos ecológicos. Cada uma das adaptações tecnológicas e biológicas iniciais tem efeitos que permitem que uma maior variedade de espécies seja utilizada como alimento. Isto culmina no Neolítico, quando conjuntos de plantas e animais são finalmente domesticados.